# Robo de la espada de Bolívar
El robo de la espada de Bolívar fue una acción de la guerrilla colombiana Movimiento 19 de abril (M-19), el 17 de enero de 1974, en la que lograron robar una de las espadas del Libertador Simón Bolívar de la casa-museo Quinta de Bolívar en la ciudad de Bogotá.

## Antecedentes
Este robo fue propuesto por Jaime Bateman Cayón y Luis Otero Cifuentes a las Fuerzas Armadas Revolucionarias de Colombia (FARC), durante su militancia en esa guerrilla. Su propuesta fue desestimada.
En 1973, Jaime Bateman, Luis Otero, entre otros, crean un grupo guerrillero llamado Comuneros (núcleo inicial del M-19), realizan labores de inteligencia con el fin de hurtar la espada de Bolívar de la casa-museo Quinta de Bolívar en Bogotá, sin embargo el grupo guerrillero se disuelve en octubre de 1973, dando paso al Movimiento 19 de abril (M-19). Cuando tuvieron conocimientos mediante un libro de una acción guerrillera realizada por el Movimiento de Liberación Nacional-Tupamaros de Uruguay, quienes robaron la bandera de los 33 Orientales, protagonistas de la declaración de independencia uruguaya, liderados por Juan Antonio Lavalleja, segundo héroe nacional uruguayo después de José Gervasio Artigas.[cita requerida]
Las labores de inteligencia estuvieron a cargo de militantes como Edy Armando, director del teatro La Mama, y María Eugenia Vásquez, entre otros.

### Campaña publicitaria M-19

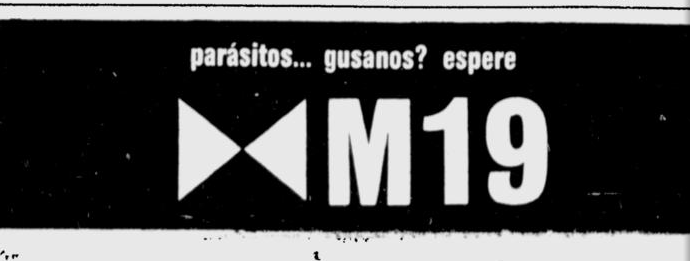
Anuncio publicitario del M-19 en el periódico El Tiempo el 17 de enero de 1974.

Cuando se conformó el Movimiento 19 de abril (M-19) y actuando desde la clandestinidad, integrantes de la nueva guerrilla comenzaron una campaña de promoción del grupo con avisos en todas las principales ciudades de Colombia, especialmente en Bogotá. Las campañas incluyeron avisos publicitarios en medios de comunicación masivos como el diario El Tiempo que se publicaron entre el 15 y el 17 de enero de 1974. Uno de dichos mensajes leía:

“¿parásitos? ¿gusanos?, ¿falta de memoria?, ¿inactividad? ya viene m-19”.
Aviso publicitario del M-19

La campaña creó expectativas entre los medios de comunicación y la gente que veía con intriga tanto anuncio. Incluso llegaron a pensar que se trataba de una medicina.

## Hechos
El 17 de enero de 1974 publicaron los últimos avisos que anunciaban “ya llega M-19” —publicado en la portada de El Tiempo—, junto a otros avisos similares en las páginas interiores. El comandante de la operación del robo de la espada de Bolívar fue Álvaro Fayad alias El Turco. El robo comenzó cuando los visitantes de la Quinta de Bolívar abandonaron el lugar porque iba a cerrar a las 5:00 PM (UTC-5).
Los cuatro guerrilleros que entraron a la Quinta intimidaron a los vigilantes de la casa-museo, rompieron el candado de la habitación que daba a la de Manuelita Sáenz, donde se encontraba guardada la espada. Álvaro Fayad, disfrazado con una ruana, rompe la urna donde estaba la espada y la toma en sus manos, mientras los otros tres guerrilleros pintan las paredes con la letra y números "M-19" y dejan panfletos en el lugar. Los guerrilleros escaparon en un vehículo Renault 6. El grupo se adjudicó el robo de la espada en un comunicado, con una frase del poeta Nelson Osorio:

"Bolívar, tu espada vuelve a la lucha".
Comunicado del M-19, 17 de enero de 1974

Ese mismo día, el M-19 realizó la toma del Concejo de Bogotá, dirigida por Gustavo Arias Londoño, con otro grupo de cinco guerrilleros disfrazado de mayor del Ejército Nacional, ingresaron a las 10 de la noche, amordazaron a los guardias y lanzaron consignas de propaganda, pintando las paredes.

## Ruta de la espada
La espada estuvo en la clandestinidad durante 17 años entre 1974 y 1991. Inicialmente la espada fue transportada en un vehículo Renault 6 por Álvaro Fayad, Carlos Sánchez Méndez y su novia francesa. Luego la llevaron a la casa del estudiante de ingeniería de la Universidad Distrital, Ernesto Sendoya. El 15 de febrero de 1974, se publicó una fotografía en la primera edición de la revista Alternativa, con un pie de foto que decía: “Apareció la espada de Bolívar. Está en Latinoamérica”.
La espada fue guardada por orden de Jaime Bateman en la casa del poeta León de Greiff, simpatizante del movimiento, y con aprobación de su hijo Boris de Greiff e incluso estuvo cerca del presidente Alfonso López Michelsen, en un homenaje realizado al poeta en su casa en 1975. Tras el fallecimiento de León de Greiff, el 11 de julio de 1976, la espada fue movida a la casa donde vivían Bateman, Esmeralda Vargas y sus hijas.
Luego de la captura de Fayad en octubre de 1979 (tras el Robo de armas del Cantón Norte), la espada fue trasladada a la casa de Valentín Sáez y Elvira Ortiz, contadores amigos de Bateman. Estuvo en el baúl de un carro y enterrada en una finca en Albán (Cundinamarca), en 1980 la espada volvió a Bogotá  (mismo año en que el M-19 realizó la Toma de la embajada de la República Dominicana) y fue entregada a un funcionario de la embajada de Cuba en Colombia conocido como Gari. Desde entonces estuvo en la oficina de Manuel Piñeiro conocido como comandante Barba Roja, Jefe del Departamento de América del Partido Comunista.
La espada fue transportada a Panamá por solicitud de Álvaro Fayad, donde estuvo en la embajada de Cuba en Panamá, durante la Toma del Palacio de Justicia por el M-19 en 1985. Álvaro Fayad fue asesinado el 13 de marzo de 1986, y la espada estuvo en Panamá hasta 1989, cuando por orden de Piñeiro retorno a Cuba, tras la invasión estadounidense a Panamá.
Por solicitud del M-19, y luego de su desmovilización en 1990, la espada fue devuelta a Colombia, custodiada desde Cuba por Arjaid Artunduaga, y entregada por medio del presidente de Venezuela Carlos Andrés Pérez, al presidente de la Alianza Democrática M-19 y presidente de la Asamblea Constituyente Antonio Navarro Wolf, y tuvo como testigo a Gabriel García Márquez.
La espada estuvo cerca de ser encontrada en un allanamiento del Ejército Nacional de Colombia, mientras se encontraba dentro de un bloque de cemento, y estuvo a punto de perderse durante la invasión estadounidense a Panamá en 1989.

## Devolución
La espada fue devuelta por Antonio Navarro Wolff, el 31 de enero de 1991, en una ceremonia en la Quinta de Bolívar en Bogotá, junto a los hijos de Jaime Bateman Cayón, Álvaro Fayad, Carlos Pizarro, Elmer Marín, Otty Patiño y Rubén Carvajalino, entre otros. Luego, el propio Navarro fue uno de los copresidentes de la Asamblea Nacional Constituyente que redactó la Constitución de Colombia de 1991. 
Después de recibida, el gobierno colombiano guardaría la espada en un depósito del Banco de la República, donde permaneció varios años. En el encuentro protocolario de empalme presidencial entre Iván Duque y Gustavo Petro ocurrido el día 23 de junio de 2022, Iván Duque le hace la presentación de la urna de la espada de Bolívar custodiada en la Casa de Nariño. El 7 de agosto de 2022, en la posesión presidencial de Gustavo Petro, aparecería la espada, cómo su primera orden presidencial.

## Orden de los Guardianes de la espada
En 1986 se creó la "orden de los guardianes de la espada", por el M-19, los 12 elegidos tenían en común, "una historia de lucha contra el imperialismo por la democracia y la soberanía nacional" y a cada uno se le entregaba una espada pequeña de oro y un pergamino que todos a excepción de Galeano y Benedetti pudieron recibir, en el caso de Torrijos la recibieron sus herederos. Todos aceptaron, pero ocho de ellos hicieron una exigencia expresa: mantener en reserva su identidad, a menos que autoricen divulgarla. Los elegidos que se han conocido eran:
- Fidel Castro
- Omar Torrijos Herrera
- Las madres de Plaza de Mayo de Argentina.
- José Figueres Ferrer
- Monseñor Sergio Méndez Arceo
- Eduardo Galeano
- Mario Benedetti

## Otros robos
Las FARC-EP en 2010 anunciaron el robo de una supuesta espada de Bolívar en Santa Marta. En 2018 fue robada parte de la espada de la Estatua del libertador en la Plaza de Bolívar de Bogotá.

## Controversia
Según testimonio presencial de Jhon Jairo Velásquez, alias "Popeye", jefe de sicarios del Cartel de Medellín, supuestamente la espada fue entregada por el M-19 a Pablo Escobar, quien la regalo a su hijo. En 2022, la senadora Paloma Valencia público una foto del hijo de Escobar con una espada. Al parecer dicha espada sería falsa o confundida con una katana.